# Pomnik Jana Zamoyskiego w Zamościu
Pomnik Jana Zamoyskiego znajduje się na Starym Mieście w Zamościu, naprzeciwko Pałacu Zamoyskich przy ulicy Akademickiej.
Monument został zaprojektowany przez krakowskiego rzeźbiarza, profesora Akademii Sztuk Pięknych w Krakowie Mariana Koniecznegο, twórcy m.in. Pomnika Bohaterów Warszawy. Pomnik odsłonięto 17 września 2005 roku, w 400. rocznicę śmierci Jana Zamoyskiego.
Pomnik ma łącznie 10 metrów wysokości i kosztował 600 tys. złotych.